# Jean Ernest-Charles
Jean Ernest-Charles, född 1875, död 1925, var en fransk kritiker.
Ernest-Charles uppträdde 1898-1902 som politisk skriftställare med verk som Théories sociales et politiciens (1898) och Waldeck-Rousseau (1903), en intresseriktning som senare gjorde sig märkbar i hans omkring 1903 vidtagande litteraturkritiska verksamhet med arbeten som Les samedis littéraires (essayer, 5 band 1903-07), La carrière de Maurice Barrès, académicien (1907), samt Essais critiques (1914).